# یاماگوشی فالکائو
یاماگوشی فالکائو (پرتغالی: Yamaguchi Falcão؛ زادهٔ ۲۴ دسامبر ۱۹۸۷) بوکسور اهل برزیل است.